# 尼科·奥特
尼科·奥特（德語：Niko Ott，1945年7月9日—），德国前男子赛艇运动员。他曾代表西德参加1968年夏季奥林匹克运动会赛艇比赛，获得男子八人单桨有舵手金牌。